# Carlos Pacheco
Carlos Pacheco (San Roque, 14 novembre 1961 – La Línea de la Concepción, 9 novembre 2022) è stato un fumettista spagnolo.

## Biografia
Era noto soprattutto negli Stati Uniti d'America per aver lavorato su fumetti di supereroi di Marvel Comics e DC Comics.
Pacheco è morto nel novembre del 2022 per le complicazioni di una forma particolarmente aggressiva di SLA, che gli era stata diagnosticata solo due mesi prima.